# Джучи
Джучи е монголски военачалник, първи син на Бьорте - съпругата на Чингис хан.
Малко след тяхната женитба Бьорте е отвлечена от съседното племе на меркитите. Тя е върната и малко след това ражда Джучи. Чингис хан, макар и убеден, че Джучи не е негов роден син, се отнася към него като такъв.
До началото на 1220-те години Джучи играе важна роля във военните кампании на Чингис хан. През 1207 г. той ръководи поход срещу енисейските киргизи в Южен Сибир. През 1216 г. командвани от него войски нанасят тежко поражение и унищожават армиите на меркитите. По време на този поход той е внезапно нападнат от армия на шаха на Хорезмия, но успява да я отблъсне.
След последвалата война срещу Хорезмия, Джучи се оттегля в Южен Сибир. Въпреки че не се стига до публичен разрив, изглежда отношенията му с Чингис хан охладняват. Според някои изследователи причина за това е по-мекото отношение на Джучи към подчинените народи. В началото на 1227 г. Джучи умира, вероятно убит по нареждане на Чингис хан, който умира няколко месеца по-късно.
Синовете на Джучи, Орда и Бату, наследяват относително маловажните северозападни райони на Монголската империя, където основават съответно Бялата орда и Синята орда. По-късно земите им са обединени от Бату в Кипчакското ханство, известно също като Златна орда.